# Alpha Jet
Alpha Jet är ett lätt attack- och skolflygplan tillverkat i samarbete mellan Dassault Aviation och Dornier.

## Utveckling
På 1960-talet samarbetade Dassault med BAC för att utveckla ett kombinerat attack- och skolflygplan. Resultatet Jaguar blev både större och dyrare än beräknat och mer inriktat på attackrollen än planerat. De tvåsitsiga versionerna av Jaguar var mer lämpliga för typinflygning än utbildning. Även Tyskland hade visat intresse för Jaguar, så Dassault inledde i stället ett samarbete med Dornier för att skapa ett mindre och lättare flygplan mer inriktat på skolflygning men med bibehållen attackförmåga. Luftwaffe ville ha ett mer avancerat flygplan än Armée de l'Air som ville ha ett enklare flygplan än Jaguar för flygutbildning. Det resulterade i två olika versioner; E (Ecole) för Frankrike och A (Appui/Attack) för Tyskland.
Utvecklingen påbörjades 1970 och byggandet av de första fyra prototyperna (två byggda av Dassault och två av Dornier) påbörjades 1972. Den första franska prototypen genomförde sin jungfruflygning 26 oktober 1973 följt av den första tyska 9 januari 1974. Även om de båda versionerna slutmonterades i respektive land var de flesta delar gemensamma och tillverkades av samma underleverantörer (både i Tyskland och Frankrike), bland annat motorerna. Man förväntade sig att kunna exportera Alpha Jet till många andra länder, men många av de potentiella kunderna valde i stället Hawker-Siddeley Hawk. Därför började man 1980 att producera en mer avancerad variant kallad Alpha jet MS2 med Head-up-display, laseravståndsmätare och radarhöjdmätare för export. Andra mer avancerade modeller som Alpha jet NGEA (Nouvelle Generation Ecole / Appui) med modernare motorer och Alpha jet 3 med radar och FLIR stannade vid varsin prototyp medan en hangarfartygsanpassad version inte ens kom så långt.

## Konstruktion
Alpha Jet är ett tvåsitsigt, tvåmotorigt, högvingat flygplan. De båda motorerna sitter monterade i gondoler på vardera sidan om flygkroppen under vingarna. Landningsstället är trehjuligt. Nosstället fälls in bakåt under cockpit medan huvudstället fälls in inåt i motorgondolerna. Både nosstället och huvudstället har ett hjul vardera. Cockpit har två säten placerade i tandem. Båda sätena har raketstolar, Martin-Baker AJRM4 i Alpha Jet E och Stencel S-III-F3 i Alpha Jet A. Det bakre sätet är monterat högre än det främre för att erbjuda god sikt framåt. I bakkroppen finns ett mindre bagageutrymme. Den grundläggande avioniken består av VHF/UHF radio, VOR, ILS, IFF och ett enkelt sikte. Alpha Jet A har dessutom HUD, dopplernavigering, radarhöjdmätare och motmedel.

### Beväpning
Alpha Jet har ingen intern beväpning, men den har fem vapenbalkar: en kroppsbalk och fyra vingbalkar. Kroppsbalken är ofta bortmonterad och ersatt med en akan-kapsel, 27 mm Mauser med 120 patroner i de tyska och 30 mm DEFA med 150 patroner i de franska. Alla vapenbalkar har kapacitet att bära 500 kg. Bland vapenalternativen finns vanliga sprängbomber, multipelbomben BL.775 samt 68 mm eller 70 mm raketkapslar. Uppgraderade varianter kan dessutom bära jaktrobotarna AIM-9 Sidewinder och R.550 Magic, attackroboten AGM-65 Maverick samt laserstyrda bomber. Två av vapenbalkarna har bränsleanslutning för fälltankar.

## Användning

### Belgien
Belgien beställde 33 stycken Alpha Jets i september 1973 och blev därmed den första exportkunden. Flygplanen monterades lokalt av den belgiska flygplanstillverkaren SABCA. Flygplanen har fortlöpande uppdaterats av SABCA med bland annat GPS, tröghetsnavigering med ringlasergyro och HUD.

### Egypten
I september 1978 beställde Egypten 30 stycken Alpha Jets. Fyra av dem levererades av Dassault medan de resterande 26 monterades av AOI i Helwan. I början av 1980-talet beställde Egypten ytterligare 16 Alpha Jets, den här gången den moderniserade versionen MS2. Dessa hade många likheter med Dassaults Alpha Jet NGEA, bland annat modernare navigationssystem, laseravståndsmätare och HUD. Dessa ersatte MiG-17 i rollen som attackflygplan medan de första 30 ersatte bland annat Aero L-29 Delfín.

### Frankrike
De första franska Alpha Jet E började levereras 1978 och ersatte Lockheed T-33 Shooting Star och Fouga Magister som skolflygplan och delvis Dassault Mystère IV som attackflygplan. Totalt 176 Alpha Jet E levererades fram till 1985, något färre än de ursprungligen beställda 200. Som skolflygplan var det väldigt lättfluget vilket inte bara var en fördel eftersom övergången till inte fullt lika lättflugna stridsflygplan medförde oväntade svårigheter. Flygplanets fina flygegenskaper utnyttjades dock till max av franska flygvapnets aerobatikgrupp Patrouille de France. År 2014 tillkännagav Frankrikes flygvapen att man började leta efter en ersättare för Alpha jet.

### Marocko
Marocko köpte 24 stycken Alpha Jet E som levererades mellan 1979 och 1981. De fördelades på en skolflygdivision och en lätt attackdivision, båda baserade i Meknès. De sattes in under kriget mot Front Polisario i Västsahara 1975–1991. Ett av dem sköts ner i december 1985.

### Nigeria
Förutom Marocko är Nigeria det enda land som har använt Alpha Jet i strid. Fyra nigerianska Alpha Jets stationerades 1990 i Liberia under ECOMOG:s befäl. Dessa sattes in i flera flyganfall mot Charles Taylors NPFL-gerilla, framför allt vid och omkring Roberts International Airport. De förstärktes 1992 av ytterligare sex Alpha Jets vilket gav ECOMOG ett klart övertag mot NPFL. År 2013 påbörjades renovering av 13 av Nigerias 24 Alpha Jets för att kunna sättas in i flyganfall mot Boko Haram. Bland annat spelade de en viktig roll i återtagandet av staden Bama i Borno i september 2014.

### Tyskland
De första Alpha Jet A började levereras till Luftwaffe i mars 1979 för att ersätta Fiat G.91. Till skillnad från Frankrike valde Tyskland att huvudsakligen använda Alpha Jet som lätt attackflygplan. Man behövde inga skolflygplan eftersom Luftwaffes piloter genomförde sin flygutbildning i det mer tillförlitliga flygvädret i sydvästra USA i USAF:s regi. Totalt 195 flygplan levererades fram till 1983. År 1985 påbörjades moderniseringsprogrammet ICE (Improved Combat Efficiency) med nya sensorer, nytt navigationssystem, förbättrade motmedel och möjlighet att bära attackroboten AGM-65 Maverick. Officiellt avbröts ICE 1988, men de flesta förbättringarna hade då redan genomförts. Dessutom infördes möjlighet att bära jaktroboten AIM-9 Sidewinder. År 1992 beslöt Luftwaffe att fasa ut sina Alpha Jets med undantag av 45 stycken som skulle användas som skolflygplan. Resterande såldes till Portugal, Thailand och Förenade Arabemiraten, enligt vissa uppgifter till underpris. Ett fåtal såldes också till privata köpare.

## Användare

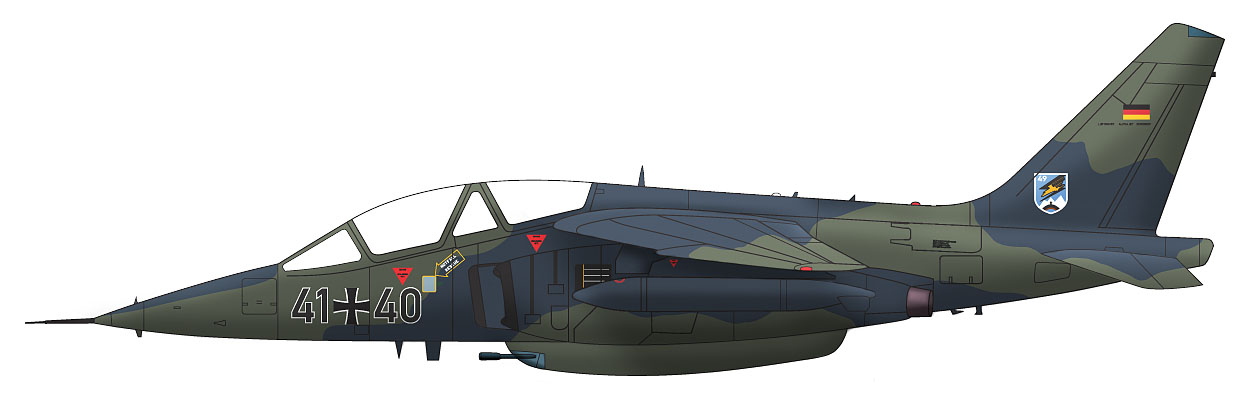
Alpha Jet (41+40), JaBoG 49, Luftwaffe

- Belgiens flygvapen – 33 stycken Alpha Jet E.
- Egyptens flygvapen – 30 stycken Alpha Jet E och 15 Alpha Jet MS2.
- Elfenbenskustens flygvapen – 7 stycken Alpha Jet E.
- Frankrikes flygvapen – 176 stycken Alpha Jet E.
- Förenade arabemiratens flygvapen – 32 stycken f.d. tyska Alpha Jet A.
- Kameruns flygvapen – 7 stycken Alpha Jet MS2.
- Marockos flygvapen – 24 stycken Alpha Jet E.
- Nigerias flygvapen – 24 stycken Alpha Jet A.
- Portugals flygvapen – 50 stycken f.d. tyska Alpha Jet A.
- Qatars flygvapen – 6 stycken Alpha Jet E.
- Thailands flygvapen – 25 stycken f.d. tyska Alpha Jet A.
- Togos flygvapen – 5 stycken Alpha Jet E.
- Tysklands flygvapen – 175 stycken Alpha Jet A.